# Anauxesis calabarica
Anauxesis calabarica là một loài bọ cánh cứng trong họ Cerambycidae.